# Thomson-Problem
Beim Thomson-Problem sollen n Elektronen so auf der Oberfläche einer Einheitskugel verteilt werden, dass das gesamte elektrostatische Potential, das sich durch die Coulombkraft einstellt, sein Minimum annimmt. Der Physiker Joseph John Thomson formulierte dieses Problem 1904, nachdem er sein Atommodell entwickelte.
Mathematisch ist es eines der Smale-Probleme.

## Mathematische Beschreibung
Das elektrostatische Potential {\displaystyle U(N)}, das zwischen zwei Elektronen entsteht, kann mit dem coulombschen Gesetz beschrieben werden.
{\displaystyle U_{ij}(N)=k_{e}{e_{i}e_{j} \over r_{ij}}}.
Dabei sind {\displaystyle e_{i}} und {\displaystyle e_{j}} die Ladungen der Elektronen, {\displaystyle k_{e}} ist die Coulombkonstante (gegeben durch {\displaystyle {\frac {1}{4\pi \varepsilon _{0}}}}; {\displaystyle \varepsilon _{0}} ist die elektrische Feldkonstante) und {\displaystyle r_{ij}=|\mathbf {r} _{i}-\mathbf {r} _{j}|} ist der Abstand der beiden Elektronen zueinander. Zur Vereinfachung des Problems können {\displaystyle e_{i}=e_{j}=1} und {\displaystyle k_{e}=1} gesetzt werden.
Bei einer Konfiguration von {\displaystyle N} Elektronen stellt sich dann das Potential
{\displaystyle U(N)=\sum _{i<j}{\frac {1}{r_{ij}}}}.
ein. Ziel ist es nun, diejenige Form zu finden, bei der dieses Gesamtpotential ein Minimum annimmt. Das Finden einer Lösung geschieht meist durch numerische Verfahren.

## Bekannte Lösungen
- {\displaystyle N=1}: Für nur ein einziges Elektron ist die Lösung trivial, da sich, egal wo sich das Elektron auf der Kugeloberfläche befindet, immer dasselbe Potential einstellt.

- {\displaystyle N=2}: Bei zwei Elektronen ist das Potentialminimum dann vorhanden, wenn sie sich diametral gegenüber befinden (z. B. Nord- und Südpol).

- {\displaystyle N=3}: Bei drei Elektronen bildet die Konfiguration ein gleichseitiges Dreieck auf einem Großkreis der Kugel.[2]

- {\displaystyle N=4}: Die vier Elektronen bilden ein Tetraeder.

- {\displaystyle N=5}: Für fünf Elektronen wurde 2010 ein computergestützter Beweis erbracht, wonach diese eine dreieckige Bipyramide bilden.[3]

- {\displaystyle N=6}: Die sechs Elektronen bilden ein Oktaeder.[4]

- {\displaystyle N=12}: Diese Konfiguration bildet ein regelmäßiges Ikosaeder.[5]

## Verwandte wissenschaftliche Probleme
Das Problem von Thomson spielt eine Rolle in anderen physikalischen Modellen wie zum Beispiel Elektronenblasen oder die Oberflächenbeschaffenheit von flüssigen Metalltropfen in Paul-Fallen.